# Голия
Вижте пояснителната страница за други значения на Голия.
Голия (ср. Голија) е планина в Сърбия. Намира се на 40 км югозападно от Иваница и на 32 км северно от Нови пазар. Източно от Голия протича Ибър, а западно – Сръбска Морава.

## Етимология
Етимологията на името ѝ е свързано със Стефан Неманя. Основателят на Рашка управлява византийската тогава област източно от Голия. Етимологията на името на планината, както и на Голяк и фамилията Неманя (от бълг. няма/нема, т.е. не е разполагал със свое владение/бащиния за разлика от братята си) подсказва за периода от живота на Неманя, когато той е резидирал като византийски областен управител в тези западни български земи. 

## Говор
Някои сръбски и босненски езиковеди и диалектолози (Павле Ивич, Далибор Брозович, както и Кръстьо Мисирков) . По време на Първата българска държава, районът е част от българската територия .